# جامعة السلام (مصر)
جامعة السلام هي جامعة مصرية خاصة تم إنشاءها عام 2018 بمدينة كفر الزيات، محافظة الغربية.

## النشأة
أصدر الرئيس عبد الفتاح السيسي، قرارا جمهوريا، برقم 557 لسنة 2018، بإنشاء جامعة خاصة باسم جامعة السلام. على أن تنشأ جامعة خاصة مصرية تكون لها شخصية اعتبارية خاصة ويكون مقرها تقاطع طريق القاهرة الإسكندرية الزراعى مع طريق إيبار – ديما بمدينة كفر الزيات بمحافظة الغربية، ولا يكون غرضها الأساسي تحقيق الربح.
الجامعة تهدف الي استكمال كلياتها بإنشاء كليات جديدة هي الهندسة والصيدلة وطب الفم والأسنان والعلاج الطبيعي والفنون التطبيقية والتمريض، وحريصة علي التعاون مع جميع الجامعات الدولية تمشيا مع سياسة وزارة التعليم العالي وخطة الدولة للتنمية 20/30 بما يخدم العملية التعليمية ورفع القدرات المهنية للخريجين.

## الكليات
- كلية الهندسة
- كلية الصيدلة
- كلية طب الفم والأسنان
- كلية العلاج الطبيعي
- كلية الفنون التطبيقية
- كلية التمريض